# La Famille Pierrafeu (film)
Pour les articles homonymes, voir The Flintstones.
Série
Les Pierrafeu à Rock Vegas
(2000)
Pour plus de détails, voir Fiche technique et Distribution.
La Famille Pierrafeu, ou Les Pierrafeu au Québec (The Flintstones), est un film américain réalisé par Brian Levant, sorti en 1994. Il s'agit de l'adaptation de la série d'animation Les Pierrafeu, créée par les studios Hanna-Barbera. Il a été suivi d'une préquelle en 2000 : Les Pierrafeu à Rock Vegas.

## Synopsis
Les tribulations de Fred et Wilma Pierrafeu et de Barney et Betty Laroche, deux couples d'amis voisins qui vivent dans une banlieue au temps de la préhistoire.

## Fiche technique
Sauf indication contraire, les informations mentionnées dans cette section peuvent être confirmées par la base de données cinématographiques IMDb,  présente dans la section « Liens externes ».
- Titre original : The Flintstones
- Titre français : La Famille Pierrafeu
- Titre québécois : Les Pierrafeu
- Réalisateur : Brian Levant
- Scénario : Tom S. Parker, Jim Jennewein et Steven E. de Souza
- Musique : David Newman
- Direction artistique : Christopher Burian-Mohr, Nancy Patton et William James Teegarden
- Décors : Eloy Lobato, William Sandell et Rosemary Brandenburg
- Costumes : Rosanna Norton
- Photographie : Dean Cundey
- Son : Steve Kohler, James Bolt, John S. Coffey, Charles M. Wilborn
- Montage : Kent Beyda
- Production : Bruce Cohen

Coproducteur : Colin Wilson
Producteurs délégués : Joseph Barbera, William Hanna, Kathleen Kennedy, David Kirschner, Gerald R. Molen et Steven Spielberg
- Sociétés de production[1] : Universal Pictures, Amblin Entertainment et Hanna-Barbera Productions
- Société de distribution[1] : [ Universal Pictures /  United International Pictures (UIP)
- Budget : 46 millions de dollars[2]
- Pays d'origine :  États-Unis
- Langue originale : anglais
- Format[3] : couleur - 35 mm - 1,85:1 (Panavision) - son DTS |

Dolby SR
- Genre : comédie, aventure, fantastique
- Durée : 91 minutes
- Dates de sortie : 
  - États-Unis et Canada : 27 mai 1994
  - France : 20 juillet 1994
- Classification[4] :
  -  États-Unis : PG - Parental Guidance Suggested (Certaines scènes peuvent heurter les enfants - Accord parental souhaitable)
  -  France : Tous publics (visa d'exploitation no 85586 délivré le 4 juillet 1994)[5]

## Distribution
- John Goodman (VF : Jacques Frantz ; VQ : Yves Corbeil) : Fred Flintstone (Fred Pierrafeu en VF; Fred Caillou en VQ)
- Elizabeth Perkins (VF : Dorothée Jemma ; VQ : Marie-Andrée Corneille) : Wilma Flintstone (Wilma Pierrafeu en VF; Délima Caillou en VQ)
- Rick Moranis (VF : Luq Hamet ; VQ : Daniel Lesourd) : Barney Rubble (Barney Laroche en VF; Arthur Laroche en VQ)
- Rosie O'Donnell (VF : Véronique Alycia ; VQ : Johanne Léveillé) : Betty Rubble (Betty Laroche en VF; Bertha Laroche en VQ)
- Mel Blanc : Dino (voix, dialogues d'archives)
- Kyle MacLachlan (VF : Pierre-François Pistorio ; VQ : Jean-Luc Montminy) : Cliff Vandercave (VanderGrotte en VF; Mâchefer en VQ)
- Halle Berry (VF : Virginie Ogouz ; VQ : Aline Pinsonneault) : Sharon Stone (Aude Roche en VF; Mademoiselle Dalle en VQ)
- Harvey Korman (VF : Jean-Pierre Moulin ; VQ : Gérard Poirier) : Dictabird (Dictaplume en VF et VQ) (voix)
- Elizabeth Taylor  (VF : Paule Emanuele ; VQ : Louise Rémy) : Perle Slaghoople (Perle Galet en VQ)
- Dann Florek (VF : Gérard Rinaldi ; VQ : Claude Préfontaine) : M. Slate (Ardoise en VF; Miroc en VQ)
- Richard Moll : Hoagie
- Sheryl Lee Ralph (VF : Marie-Christine Darah ; VQ : Anne Caron) : Mme Monique Pyrite
- Elaine Silver : Pebbles Flintstone (Agathe Caillou en VQ)
- Melanie Silver : Pebbles Flintstone (Agathe Caillou en VQ)
- Hlynur Sigurðsson : Bamm-Bamm Rubble (Boum-Boum Laroche en VQ)
- Marinó Sigurðsson : Bamm-Bamm Rubble (Boum-Boum Laroche en VQ)
- Jonathan Winters (VF : Claude Joseph) : L'homme grisonnant
- Irwin Keyes : Joe Rockhead

## Production

### Bande originale
La bande originale du film comporte 13 titres :
1. (Meet) The Flintstones – The B-52's (2 min 23 s)
2. Human Being (Bedrock Steady) – Stereo MCs (3 min 53 s)
3. Hit and Run Holiday – My Life with the Thrill Kill Kult (2 min 57 s)
4. Prehistoric Daze – Shakespears Sister and The Holy Ghost (5 min 01 s)
5. Rock With the Caveman – Big Audio Dynamite (2 min 29 s)
6. I Showed a Caveman How to Rock – Us3 et Def Jef (5 min 19 s)
7. Bedrock Twitch – The B-52's (4 min 30 s)
8. I Wanna Be a Flintstone – The Screaming Blue Messiahs (2 min 29 s)
9. In the Days of the Caveman – Crash Test Dummies (3 min 42 s)
10. Anarchy in the U.K – Green Jelly (3 min 27 s)
11. Walk the Dinosaur – Was Not Was (4 min 22 s)
12. Bedrock Anthem – Weird Al Yankovic (3 min 41 s)
13. Mesozoic Music – David Newman (5 min 48 s)

## Accueil

### Accueil critique
Aux États-Unis, le film a reçu un accueil critique défavorable :
- Sur Internet Movie Database, il obtient un score de 4,9⁄10 sur la base de 74 093 critiques[6].
- Sur Metacritic, il obtient un score défavorable de la presse 38⁄100 sur la base de 15 critiques ainsi qu'un score défavorable du public 4,8⁄10 basé sur 72 évaluations[7].
- Sur l'agrégateur américain Rotten Tomatoes, il a également reçu un accueil critique défavorable, recueillant 22 % de critiques positives, avec une moyenne de 3,73⁄10 sur la base de 10 critiques positives et 35 négatives[8].

En France, le film a également reçu des critiques défavorable sur Allociné :
- Il obtient une moyenne de 1,8⁄5 sur la base 48 critiques de la part des spectateurs[9].

### Box-office
| Pays ou région            | Box-office                      | Date d'arrêt du box-office | Nombre de semaines |
| ------------------------- | ------------------------------- | -------------------------- | ------------------ |
| États-Unis (1er week-end) | 29 688 730 $                    | du 27 au 29 mai 1994       | -                  |
| États-Unis                | 130 512 915 $                   | 13 octobre 1994            | 20                 |
| France                    | 4 204 685 $                     | -                          | -                  |
| France Paris              | 656 120 entrées 130 588 entrées | -                          | -                  |
| Total hors États-Unis     | 211 100 000 $                   | 13 octobre 1994            | 20                 |
| Total mondial             | 341 631 208 $                   | 13 octobre 1994            | 20                 |

## Distinctions
Entre 1994 et 1995, La Famille Pierrafeu a été sélectionné 16 fois dans diverses catégories et a remporté 6 récompenses.

### Récompenses
- Golden Screen 1994 :
  - Golden Screen pour les films ayant totalisé 3 millions d'entrées en 18 mois.
  - Golden Screen avec 1 étoile pour les films ayant totalisé 6 millions d'entrées en 18 mois.
- BMI Film and TV Awards 1995 : BMI Film Music Award décerné à David Newman.
- Kids' Choice Awards 1995 : Blimp Award de l'actrice de cinéma préférée décerné à Rosie O'Donnell.
- Razzie Awards 1995 :
  - Pire second rôle féminin décerné à Rosie O'Donnell.
  - Pire scénario.

### Nominations
- The Stinkers Bad Movie Awards 1994 : 
  - Pire actrice pour Rosie O'Donnell.
  - Pire actrice pour Elizabeth Taylor.
  - Pire résurrection d'une émission de télévision pour Bruce Cohen.
- Academy of Science Fiction, Fantasy and Horror Films - Saturn Awards 1995 :
  - Meilleur film fantastique.
  - Meilleure actrice dans un second rôle pour Halle Berry.
  - Meilleure actrice dans un second rôle pour Rosie O'Donnell.
  - Meilleurs costumes pour Rosanna Norton.
- MTV Movie Awards 1995 : nomination de la femme la plus désirable pour Halle Berry.
- Razzie Awards 1995 :
  - Pire remake ou suite pour Bruce Cohen.
  - Pire second rôle féminin pour Elizabeth Taylor.